# Quevedo (stad)
Quevedo is een stad in Ecuador. Het is de hoofdstad van het kanton Quevedo in de provincie Los Ríos. In 2001 telde de stad 120.379 inwoners. De stad is de thuisbasis van voetbalclub Club Deportivo Quevedo.

## Geboren
- Robert Burbano (1970), voetballer
- Erwin Ramírez (1971), voetballer